# アイル・テイク・ユー・ゼア
「アイル・テイク・ユー・ゼア」（I'll Take You There）は、ザ・ステイプル・シンガーズが1972年に発表した楽曲。
ローリング・ストーンの選ぶオールタイム・グレイテスト・ソング500（2021年版）では186位にランクされている 。

## 概要
作詞作曲、プロデュースはスタックス・レコードの共同経営者のアル・ベル。なお作詞作曲のクレジットについては、本名のアルベルティス・イズベル（Alvertis Isbell）が用いられている。
本作品はアル・ベルが弟の葬式に参列した後に書かれた。彼の弟は銃で撃たれて死んだ。ベルは次のように証言している。
ハ長調（C）の作品であるがコードはCとFの二つしか使用されていない。演奏はマッスル・ショールズ・リズム・セクション。イントロは、ジャマイカのザ・ハリー・J・オールスターズが1969年に発表した「The Liquidator」から影響を受けている。
1972年2月発売のアルバム『Be Altitude: Respect Yourself』に収録された。同年3月、シングルカットされる。B面は「アナザー・ソルジャー（I'm Just Another Soldier）」。
同年6月3日付のビルボード・Hot 100で1位を記録した。また、ビルボードのソウル・チャートで4週連続で1位を記録した。1972年の年間チャートで19位を記録している。
1972年8月に開催されたワッツタックス・コンサートにステイプル・シンガーズは出演し「アイル・テイク・ユー・ゼア」も歌った。映画『ワッツタックス/スタックス・コンサート』には収録されなかったものの、スタックスから発売された2枚組のライブ・アルバム『Wattstax: The Living Word』には収録された。